# Villena
Villena è un comune spagnolo situato nella comunità autonoma Valenciana.

## Monumenti e luoghi d'interesse
- Castello dell'Atalaya
- Chiesa di Santa María
- Chiesa arcipretale di Santiago
- Santuario de Nuestra Señora de las Virtudes

## Infrastrutture e trasporti
- Stazione di Villena
- Stazione di Villena AVE